# Responsabilidade civil
Responsabilidade civil é a obrigação de reparar o dano que uma pessoa causa a outra. Em direito, a teoria da responsabilidade civil procura determinar em que condições uma pessoa pode ser considerada responsável pelo dano sofrido por outra pessoa e em que medida está obrigada a repará-lo. A reparação do dano é feita por meio da indenização, que é quase sempre pecuniária. O dano pode ser à integridade física, à honra ou aos bens de uma pessoa.

## Responsabilidade contratual e delitual
A teoria da responsabilidade civil distingue entre a obrigação do devedor no sentido de cumprir o que estipulou com o credor (num contrato) e a obrigação de reparar o dano causado por ação ou omissão voluntária, negligência, imprudência ou imperícia  (em direito civil, o chamado "ato ilícito"). Dá-se ao primeiro caso o nome de responsabilidade contratual ou ex contractu e ao segundo, responsabilidade delitual, aquiliana (devido à Lei Aquília, uma lei romana de 286 a.C. sobre o assunto), extra-contratual ou ex delictu.

## Responsabilidade subjetiva e responsabilidade objetiva
A teoria clássica da responsabilidade civil aponta a culpa como o fundamento da obrigação de reparar o dano. Conforme àquela teoria, não havendo culpa, não há obrigação de reparar o dano, o que faz nascer a necessidade de provar-se o nexo entre o dano e a culpa do agente.
Mais recentemente, porém, surgiu entre os juristas uma insatisfação com a chamada teoria subjetiva (que exige a prova da culpa), vista como insuficiente para cobrir todos os casos de reparação de danos: nem sempre o lesado consegue provar a culpa do agente, seja por desigualdade econômica, seja por cautela excessiva do juiz ao aferi-la, e como resultado muitas vezes a vítima não é indenizada, apesar de haver sido lesada. O direito passou então a desenvolver teorias que prevêem o ressarcimento do dano, em alguns casos, sem a necessidade de provar-se a culpa do agente que o causou. Esta forma de responsabilidade civil, de que é exemplo o art. 21, XXIII, d, da constituição federal do Brasil, é chamada de teoria objetiva da responsabilidade civil ou responsabilidade sem culpa.

## Responsabilidade civil no Código de Defesa do Consumidor
O CDC prevê regras sobre a responsabilidade pelo fato do produto ou do serviço (arts. 12-17) e sobre a responsabilidade por vício do produto ou do serviço (arts. 18-25). Como regra geral, a responsabilidade civil nas relações de consumo é objetiva, ou seja, independente de culpa. Por exemplo, ao tratar da responsabilidade pelo fato do produto dispõe que "O fabricante, o construtor, o produtor ou importador só não será responsabilizado quando provar: I - que não colocou o produto no mercado; II - que, embora haja colocado o produto no mercado, o defeito inexiste; III - a culpa exclusiva do consumidor ou de terceiro". Discute-se, também, se o fabricante responde na hipótese de defeito que não podia ser detectado pela ciência e da técnica no momento em que foi colocado em circulação (riscos do desenvolvimento), prevalecendo o entendimento de que deve haver responsabilidade. Ainda sobre a responsabilidade pelo fato do produto, o comerciante somente é responsabilizado nas hipóteses previstas no art. 13 do CDC: "O comerciante é igualmente responsável, nos termos do artigo anterior, quando: I - o fabricante, o construtor, o produtor ou o importador não puderem ser identificados; II - o produto for fornecido sem identificação clara do seu fabricante, produtor, construtor ou importador; III - não conservar adequadamente os produtos perecíveis. Parágrafo único. Aquele que efetivar o pagamento ao prejudicado poderá exercer o direito de regresso contra os demais responsáveis, segundo sua participação na causação do evento danoso".